# Ranua
Ranua – gmina w Finlandii, położona w północnej części kraju, należąca do regionu Laponia,  podregionu Rovaniemi.